# Hussam Hammoud
Hussam Hammoud est un journaliste et auteur syrien originaire de Raqqa.

## Biographie

### Jeunesse
Hussam Hammoud est étudiant lors des débuts de la révolution contre le régime de Bachar el-Assad. Il participe aux manifestations à Raqqa, Deir ez-Zor, Homs, Alep et Qamichli puis décide, en 2013, de documenter les violations des droits humains commis à l'encontre des résidents et des manifestants. Les exactions sont d'abord commises notamment par le régime, puis également par l'État islamique.

### Carrière de journalisme
Hussam Hammoud commence sa carrière de journaliste en 2014. Il décide de documenter les  violations des droits humains commises à l'encontre des habitants et manifestants.
En 2014, alors qu'il est entré en résistance idéologique contre le groupe terroriste et a commencé à en documenter les exactions, il est kidnappé et gardé en otage durant 30 jours par l’État islamique, et libéré à l'occasion d'un échange de prisonnier. Une semaine plus tard, il est victime de tirs provenant d'un véhicule et reçoit deux balles dans la poitrine et une dans la main,.
Hussam Hammoud travaille à Raqqa, Deir ez-Zor, Deraa, puis à Idleb, Alep et Tabqa, et retourne à Raqqa en 2018 après la défaite de l’État islamique. Il y travaille comme fixeur et journaliste pour différents médias dont Arte, Le Monde et Vice News,.
En mars 2019, il couvre la dernière bataille contre l’État islamique à Baghouz pour Le Monde.
Fin 2019, il est également arrêté, sans motif, par les FDS, ce qui le contraint à s'exiler en Turquie avec sa famille, où il est toujours régulièrement visé par des menaces de mort en raison de son travail d'investigation, qui met au jour les exactions du régime de Bachar el-Assad, de l’État islamique et d'autres factions armées,. Ces articles et enquêtes, dont quelques-uns sont co-écrits avec des journalistes français, sont publiés en langue arabe, anglaise et française par Middle East Eye, Al Monitor, Al Jazeera, Mediapart et France 24,, le Guardian, La Libre, Radio France et la BBC
Des documents de l’État islamique trouvés à Raqqa par Céline Martelet, Édith Bouvier et Hussam Hammoud en 2019 sont remis à la justice française par les journalistes françaises,. Depuis, il continue d'enquêter sur l'organisation terroriste, notamment sur ses filières de financement,.
Entre janvier et avril 2024, avec le journaliste Benjamin Jung, il décrit de l'intérieur la manière dont les gangs internationaux situés en Suède organisent leur trafic de drogue et d'armes en faisant de nombreuses victimes civiles pour le journal Mediapart,,.

### Demande d'asile
En janvier 2022, après de nouvelles menaces contre sa famille et lui, il décide, avec ses confrères français, de faire une demande de visa humanitaire à la France, afin de pouvoir aller y déposer une demande d'asile. Il dépose cette demande en mars, et est interrogé à deux reprises, pendant près de 9 heures, par les services de l'Ambassade de France à Ankara. En septembre 2022, la France lui refuse un visa humanitaire pour venir déposer une demande d'asile. Ce refus, non justifié, est dénoncé par de nombreux journalistes, sociétés et syndicats de la presse,, ainsi que par des organisations de défense des droits de l'homme, d'autant que le journaliste a coopéré avec la justice française en fournissant des informations sensibles au parquet antiterroriste, le mettant particulièrement en danger, et que, « comme des milliers de réfugiés syriens en Turquie, Hussam Hammoud risque l'expulsion vers la Syrie », où il est également menacé par le régime, et n'est pas non plus en sécurité en Turquie,,.
Le même mois, le ministère de l’Intérieur et le ministère des Affaires étrangères acceptent de réétudier sa demande de visa, étudiée en référé le 5 octobre 2022,. Le juge des référés du tribunal administratif de Nantes adresse alors un rappel à l'ordre au Ministère de l’Intérieur, et un visa humanitaire est finalement délivré. Le 21 octobre, le journaliste et sa famille arrivent en France, où ils pourront déposer une demande d'asile afin d'obtenir le statut de réfugié.

## Publications
Hussam Hammoud a coécrit deux ouvrages sur la Syrie :
- Collectif, Syrie, le pays Brûlé (1970 - 2021). Le livre noir des Assad, Paris, Seuil, septembre 2022, 847 p. (ISBN 978-2-02-150233-6)
- Hussam Hammoud et Céline Martelet, L'asphyxie. Raqqa, chronique d'une apocalypse, Denoël, octobre 2022[23],[20].